# Перес, Наусет
Сесильо Наусет Перес Гонсалес (исп. Cecilio Nauzet Pérez González; род. 1 марта 1985, Лас-Пальмас) — испанский футболист, вратарь клуба «[[Унион Сур-Яйса]».

## Клубная карьера

### Начало карьеры, «Лас-Пальмас» и аренда в «Лериде»
Наусет является воспитанником любительского клуба «Маспаломас». Уже в юном возрасте он демонстрировал большой потенциал. В 1999 году Наусет принимал участие на турнире Субисарреты в Бургосе, где привлёк внимание одного из сильнейших клубов региона — «Лас-Пальмаса» — и тренеров юниорской сборной Испании. В июле того же года состоялся переход голкипера в стан «жёлтых». В течение трёх сезонов Наусет выступал за юношескую команду, где был одним из лидеров, и параллельно выступал за юношескую испанскую сборную.
В сезоне 2002/03 состоялся дебют семнадцатилетнего Наусета в профессиональном футболе. Это произошло 31 августа 2002 года в матче первого тура Сегунды против феррольского «Расинга». В этом матче молодой голкипер сохранил свои ворота в неприкосновенности. Дебюту Наусета в немалой степени поспособствовали травмы вратарей Бо Андерсена и Орландо Кинтаны. После своего отличного дебюта голкипер провёл ещё три встречи. В матче Кубка Испании против «Хетафе» Наусет играл нестабильно, ошибался, и в итоге его «Лас-Пальмас» уступил в дополнительное время со счётом 1:2. В следующем матче Сегунды против Хереса вратарь пропустил два гола и получил свою первую жёлтую карточку. В этом поединке «Лас-Пальмас» вёл 2:0 по ходу встречи, но из-за ошибок своего голкипера увёз домой лишь ничью. Следующая встреча второй лиги с «Компостелой» стала для Наусета последней в сезоне. Он пропустил один мяч, а его «Лас-Пальмас» свёл встречу вничью. После этой встречи Наусет был переведён в «Лас-Пальмас Б», где и провёл остальную часть сезона, а место в воротах главной команды занял восстановившийся после травмы Орландо Кинтана.
В следующем сезоне главный тренер «Лас-Пальмаса» Хуанма Родригес на Наусета не рассчитывал, но при этом он перерос уровень второй команды, выступавшей в Терсере. Поэтому молодой игрок был отдан в аренду клубу Сегунды Б «Лерида». Однако эта аренда оказалась для Наусета неудачной: большинство встреч он провёл на скамейке запасных, а в основе играл более опытный вратарь Эдуардо Наварро. Свой единственный матч в регулярном чемпионате Наусет провёл 16 мая 2004 года против «Химнастика» из Таррагоны. В этой уже ничего не решавшей встрече (леридцы досрочно обеспечили себе первое место) молодой голкипер пропустил два мяча. Также вратарь провёл один матч в плей-офф за повышение в классе против «Сельты Б» и пропустил в нём один мяч.
По итогам сезона 2003/04 «Лас-Пальмас» вылетел из Сегунды и вернувшийся из аренды Наусет был зарегистрирован как один из вратарей главной команды. Тем не менее, основным вратарём в начале нового сезона он не был, главный тренер Давид Амараль доверял место в воротах 34-летнему ветерану Желько Цицовичу. В своём первом матче в новом сезоне Наусет вышел на замену в начале второго тайма матча с «Атлетико Б» вследствие безобразной игры Цицовича в первой половине встречи. Вратарь отстоял остаток матча «на ноль», а «Лас-Пальмас» добился лишь ничьи 1:1. Следующий свой матч, с «Оренсе», Наусет также провёл выходя на замену, когда Цицович был удалён на 16-й минуте. Назначенный пенальти молодой вратарь не сумел отразить, а соперник в итоге одержал победу со счётом 2:0. Следующую встречу Наусет отыграл с первых минут и пропустил два гола, а главный тренер Амараль был уволен. В команду пришёл новый наставник Карлос Санчес, который продолжал использовать в «первого номера» отбывшего дисквалификацию Цицовича. Весной серб провёл ряд неудачных поединков и остаток сезона «Лас-Пальмас» доигрывал с Наусетом в стартовом составе. Этот отрезок голкипер провёл отлично, пропустив всего пять мячей в девяти встречах, пять встреч он отыграл «насухо». Своей яркой игрой за «Лас-Пальмас» Наусет привлёк внимание «Малаги», у которой собралась амбициозная вторая команда, выступавшая в Сегунде.

### «Малага Б»
Летом 2005 года «Малага» приобрела у «Лас-Пальмаса» двух игроков: Наусета и его партнёра по юношеским командам клуба и сборной Борху Рамоса. Оба игрока были заявлены на сезон за «Малагу Б» — амбициозную команду, где выступали такие футболисты, как Хесус Гамес, Диего Кастро и Марк Торрехон, которые в будущем станут игроками серьёзных клубов Испании. Помимо Наусета, в команде числились ещё двое голкиперов: 23-летний Хави Муньос, сыгравший в прошлом сезоне лишь в двух встречах и 20-летний Маноло Рейна, также отыгравший в сезоне 2004/05 всего два матча.
Первую половину сезона основным вратарём команды был Муньос, но после катастрофической серии из четырёх поражений кряду был уволен наставник Хуан Карлос Аньон и сменивший его Франсиско Карраско решил сделать ставку на Наусета и Маноло. Оба голкипера показали равную игру и регулярно ротировались. «Малага Б» была первой командой Наусета, в которой он вёл крайне грубую игру. За тринадцать сыгранных встреч он заработал три жёлтые карточки! Кроме того, Наусет пропустил двадцать семь голов, больше, чем его партнёры Муньос и Маноло. По итогам сезона его команда вылетела в Сегунду Б, заняв 21-е место.
В новом сезоне Хави Муньос ушёл на повышение в первую команду и у Наусета остался только один конкурент — Маноло Рейна. Именно на него решил сделать ставку новый главный тренер Армандо Усильос. Но после кошмарного сентябрьского поражения от «Картахены» наставник решил использовать в воротах Наусета. Он принял участие в трёх следующих матчах, играл стабильно, но крайне грубо, в матче с «Вильяновенсе» голкипер был удалён на 65-й минуте. После этой встречи Наусет снова стал игроком запаса. В январе он принял участие ещё в трёх встречах и принял решение уйти из-за отсутствия регулярной игровой практики.

### «Орьентасьон Маритима» и «Реал Хаэн»
Новой командой Наусета стала скромная «Орьентасьон Маритима», проводившая свой первый сезон в Сегунде Б. Его дебют за новую команду выдался просто ужасным: в матче с «Оренсе» сам Наусет пропустил три гола, а затем, когда в команде был исчерпан лимит замен, получил красную карточку. Итогом бы разгром со счётом 1:5. Тем не менее, после отбытия дисквалификации Наусет вернулся в состав и продолжил свою агрессивную игру, заработал две жёлтые карточки. В конце сезона молодой игрок всё-таки проиграл конкуренцию Андресу Бургаде. В итоге его команда заняла предпоследнее, 19-е место и покинула Сегунду Б. Прошлая команда игрока, «Малага Б», также вылетела, заняв последнее место в своей группе.
В следующем сезоне 22-летний Наусет стал вратарём «Реал Хаэна». В матчах чемпионата голкипер не вышел ни разу, оставаясь за спиной Ноэ Кальехи, который провёл отличный сезон. Наусет же выступал в кубковых соревнованиях. В первом матче, против клуба «Лорка Депортива», он пропустил два гола, однако его клуб сумел добиться победы. Во второй встрече с «Райо Вальекано» Наусет уверенно отстоял «на ноль» основное время, но в овертайме допустил ошибки и пропустил два гола. Это был его последний матч в этом сезоне.

### «Фуэртевентура» и «Мальорка»
В своей новой команде, «Фуэртевентуре», Наусет ротировался с другим вратарём, Сальвадором Новоа. Он начал сезон с кубковой игры против «Ориуэлы» и пропустил там решающий гол на последних минутах встречи. Свою первую игру в чемпионате, против «Альфаро», Наусет отстоял «на ноль». Во встрече с клубом «Агилас» он не только сохранил свои ворота в неприкосновенности, но и забил второй гол. После разгромного поражения от «Кастильи» Наусет потерял место в составе. Но после травмы Сальвадора Новоа он снова вернулся в состав. 4 января 2009 года Наусет провёл свою последнюю встречу за «Фуэртевентуру».
В январе 2009 года Наусет перешёл в «Мальорку». Остаток сезона 2008/09 он провёл в качестве резервного вратаря «островитян» и ни разу не вышел на поле. В следующем сезоне 24-летний голкипер выступал за «Мальорку Б», где успешно конкурировал с молодым вратарём Томеу Надалем. В своей дебютной встрече Наусет пропустил один мяч, а «островитяне» разгромили соперника со счётом 4:1. В следующей встрече с «Барселоной Б» он допустил первый автогол в своей карьере, встреча закончилась вничью 1:1. С 12 сентября по 11 октября Наусет оставлял свои ворота «сухими» в течение 334 минут. Наусет продолжал отличаться грубой манерой игры и снова был удалён в матче второго круга против «Граменета». За первую команду «Мальорки» вратарь так и не дебютировал.

### «Сеута» и «Хальмстад»
Следующим клубом Наусета стала «Сеута». Одновременном с ним в клуб пришёл вратарь национальной сборной Кабо-Верде Фок. Наусету удалось выиграть конкуренцию у кабовердийца и регулярно выступал за клуб в чемпионате и национальном кубке. В кубке Наусет внёс весомый вклад в выход своей команды в 1/16 финала, где они по сумме двух встреч проиграли будущему победителю — «Барселоне». Наусет принимал участие только в первом матче, где он пропустил в первом тайме голы от Максвелла и Педро Родригеса. Его конкурент Фок в ответном кубковом поединке пропустил пять голов и «Сеута» выбыла из турнира. В чемпионате Наусет выступал очень неплохо и пропустил всего одиннадцать голов в одиннадцати сыгранных встречах. В декабре он принял решение покинуть «Сеуту».
1 февраля 2011 года Наусет стал вратарём шведского «Хальмстада», выступавшего в Аллсвенскан — высшем шведском дивизионе. Он был не единственным испанцем, подписанным шведами: новый главный тренер клуба Пеп Клотет активно приглашал своих соотечественников в команду. Так, кроме Наусета, были подписан испанцы Иван Диас, Хави Эрнандес, Рауль Руис и Хосе Самора. В первом же матче первенства Наусет дебютировал за свой новый клуб — 4 февраля в игре против «Кальмара» и сохранил свои ворота в неприкосновенности. Остальные сыгранные Наусетом встречи оказались для него провальными — ни одного сухого матча, много карточек и пропущенных голов. Во втором туре первенства, против «Мальмё» вратарь пропускает три гола, в следующем, с ГАИСом — два, а также получает жёлтую карточку.
В следующих четырёх поединках Наусет продолжает играть нестабильно и грубо, пропускает семь голов и в матче седьмого тура с «Юргорденом» получает прямую красную карточку на 36-й минуте встречи. Это удаление активировало пункт в контракте Наусета, согласно которому «Хальмстад» мог досрочно расторгнуть с ним контракт по причине грубой игры. Вместе с ним команду покинул его соотечественник Иван Диас. До августа Наусет оставался свободным агентом.

### «Мирандес»
1 августа Наусет на правах свободного агента перешёл в «Мирандес» из Сегунды Б. В начале сезона он играл в основном в национальном кубке, а в чемпионате оставался за спиной Адриана Мурсии. После первых кубковых раундов Наусет стал привлекаться к матчам первенства и первые три встречи сумел отстоять «на ноль». 12 октября в кубковой встрече с «Логроньесом» он получил свою первую жёлтую карточку в сезоне, а его команда обыграла соперника и вышла в следующий раунд. 21 декабря Наусет стал одним из главных героев кубковой встречи с грозным «Вильярреалом» из Примеры. Он сумел отстоять этот матч «на ноль», а его партнёр, вышедший на замену Пабло Инфанте отметился дублем и вывел команду в следующий раунд. В следующей календарной встрече, в чемпионате против «Арандины», Наусет получил жёлтую карточку, но сумел при этом сохранить свои ворота «сухими». В первой встрече четвертьфинальной кубковой баталии с «Эспаньолом» он пропустил три гола, а его партнёры ответили лишь двумя, оставляя лишь небольшие шансы на выход в полуфинал, однако в ответном поединке, проходившем у «Мирандеса» дома, Наусет пропустил лишь автогол от Арица Мухики, а его партнёры по команде на 88-й минуте обеспечили хозяевам историческую победу, которая вывела клуб из третьего испанского дивизиона в полуфинал. Выйти в финал Наусету и его команде не удалось — они были биты «Атлетиком» из Бильбао с общим счётом 7:4. Оставшиеся встречи в чемпионате (за исключением игры с «Бильбао Атлетик», где Наусет был удалён) он провёл отлично, отыграв «насухо» шесть встреч. Таким образом, Наусет внёс весомый вклад в подъём «Мирандеса» в Сегунду и выход этого клуба в исторический для него полуфинал кубка страны.

### «Сабадель»
Несмотря на желание «Мирандеса» оставить его в команде, Наусет принял решение уйти в другой клуб Сегунды — «Сабадель».

### «Осасуна»
После трёх сезонов в составе этого клуба, Наусет перебрался в «Осасуну». Он отстоял все матчи сезона 2015/16 и внёс весомый вклад в возвращение памплонцев в Примеру.

## Карьера в сборной
В 2001 году Наусет дебютировал за юношескую сборную Испании до 17 лет. В 2002 году в её составе он принимал участие на юношеском чемпионате Европы. На турнире Наусет был основным голкипером испанцев и принял участие во всех шести встречах первенства. Испания заняла четвёртое место на этом турнире.

## Достижения
- Полуфиналист Кубка Испании (1): 2011/12